# Głos Sądownictwa
Głos Sądownictwa – polski miesięcznik prawniczy wydawany w II Rzeczypospolitej.

## Historia
Czasopismo zostało powołane przez zarząd Oddziału Warszawskiego Zrzeszenia Sędziów i Prokuratorów Rzeczypospolitej Polskiej z uwagi na dotychczasowy brak wydawnictwa periodycznego dla sędziów i prokuratorów w dziedzinie zawodowej i prawnej sądownictwa stołecznego i prowincjonalnego Apelacji Warszawskiej, w zamierzeniu było dedykowane jako pismo o charakterze propagandowym i dostępne dla obszarze całego państwa. Pierwszy numer czasopisma ukazał się w styczniu 1929 z podtytułem miesięcznik poświęcony zagadnieniom społeczno-prawnym i zawodowym. Od początku istnienia pisma redaktorem naczelnym był redaktor Bronisław Wisznicki, działający przy ul. Topolowej 5, zaś siedziba redakcji i administracja funkcjonowały przy ul. Mokotowskiej 51. Od 1930 czasopismo było wydawane jako organ prasowy Oddziałów Warszawskiego, Wileńskiego i Lubelskiego ZSiPRP. Później redaktorem został Kazimierz Fleszyński. Ostatni numer czasopisma ukazał się na miesiąc wrzesień 1939.